# Província d’Occident

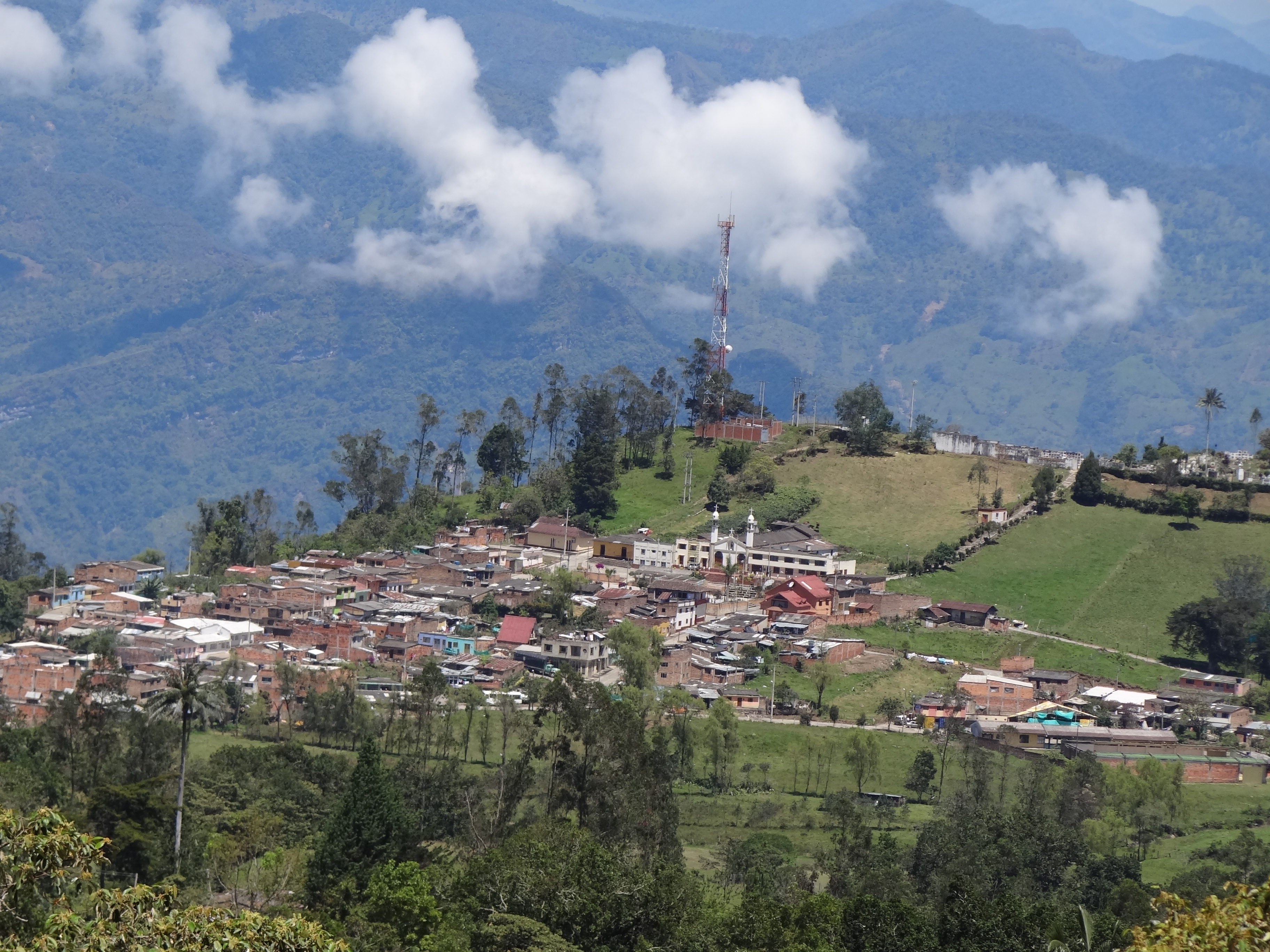
Panoràmica del municipi de Buenavista.

Occident és una província i subregió al departament de Boyacá. La subregió està formada per 15 municipis. La província alberga el cinturó occidental dels rius de dipòsits de maragdes de Boyacá.

## Municipis
• Briceño • Buenavista • Caldas • Chiquinquirá • Coper • La Victoria • Maripí • Muzo • Otanche • Pauna • Quipama • Saboyá • San Miguel de Sema • San Pablo de Borbur • Tununguá